# CBS JOY4U
CBS JOY4U는 대한민국의 방송국 CBS기독교방송의 인터넷 크리스천 음악방송으로 2015년 9월 14일부터 개국하였다. CBS 인터넷 라디오 《RAINBOW》와 《만나》앱, 스카이라이프와 케이블TV 오디오 채널인 KISS 기독교 음악 채널로도 들을 수 있으며, 24시간 방송하고 있다.

## 연혁
- 2015년 9월 14일 - 크리스천 음악방송 JOY4U 개국
- 2016년 9월 1일 - 조이포유 개국 1주년 콘서트 
  - 장소 : 서울 베짱이홀
  - 출연 : 최인혁, 송정미, 한웅재 , 안성진
  - 유튜브중계영상 https://youtu.be/gfMW3eO20sY
- 2017년 9월 14일 - 조이포유 개국2주년 콘서트
  - 장소 : 서울 여의도 침례교회
  - 출연 : 최인혁, 송정미, 안성진, 한웅재, 박주옥
- 2018
- 2019년 11월 9일 - 조이포유 개국 4주년 기념 콘서트 
  - 장소 :서울 신길교회
  - 출연 : 최인혁, 송정미, 안성진, 김석균, 다윗과 요나단, 시와그림, 옹기장이, 메리재인, 박요한, 지미선, 나무엔, 하니, 김태영,빅콰이어
  - 티켓 : 유료 1만원
  - 관련사진 링크  : https://m.blog.naver.com/jhzzang1079/221705817197 https://www.facebook.com/media/set/?set=a.2152930631676729&type=3
- 2020년 4월 1일 - 조이포유 콘서트 소망으로 한걸음 : 스튜디오 라이브 공연
  - 장소 : 목동CBS 3층 A 스튜디오
  - 진행 : 최인혁, 송정미
    - 1부 위로-이경미, 박요한  https://youtu.be/Z0DRslT2efc
    - 2부 기도-조찬미, 민호기   https://youtu.be/6Ah38TbRr_U
    - 3부 함께-최인혁, 송정미   https://youtu.be/Uiiq3LKMm0s

  - 유튜브 중계 영상
- 2020년 8월 5일 - 조이포유콘서트 소망의 한걸음 2탄 : 스튜디오 라이브 공연
  - 장소: 서울 목동 CBS. 3층 A 스튜디오
  - 진행 : 최인혁, 송정미, 정민아
  - 출연 : 김브라이언, 메리재인, 전담양 목사
  - 유튜브 중계영상 :  https://www.youtube.com/watch?v=8AbCqwrzpVM
- 2020년 9월 14일 - 조이포유 5주년 특집 오병이어의 기적 
  - 오전 8시부터 저녁 10시까지 논스탑 스튜디오 라이브
  - 출연 : 박요한,메리재인, 나영환,오은, 김태영, 이경미, 주리
  - 유튜브 중계영상 11시간 54분 : https://www.youtube.com/watch?v=4nnTaOehlwg
- 2022년 9월 17일 - 조이포유 7주년 콘서트 
  - 장소: 서울 새은혜교회 (구 강북제일교회)
  - 출연 : 최인혁, 장한이, 강찬, 안재우, 존노, 정신호 와 이커브 미니스트리
  - 진행 : 송정훈 아나운서
  - 유튜브 중계영상 https://youtube.com/live/oRqWUwR5cxI

## 방송 프로그램 (편성표)
2025년 6월 23일 기준 
| 방송시간 | 방송 프로그램                                                                              |
| --- | ------------------------------------------------------------------------------------------ |
| 00:00,01:55 | 말씀의 향기,찬송의 향기 (CBS 표준FM 동시방송)                                              |
| 02:00 | 찬양하라 내 영혼아 (CBS 표준FM 동시방송)                                                   |
| 04:00 | 이명희의 내가 매일 기쁘게 (CBS 음악FM 동시방송)                                            |
| 06:00 | 정민아의 Amazing grace (CBS 음악FM,CBS 표준FM 동시방송)                                    |
| 08:00 (일부지역 표준FM 주일 16:05)                                                                                 | 송정훈의 샬롬 CCM (일) 일부지역 CBS 표준FM 오후 4시 5분부터 6시까지 지연송출방송           |
| 10:00 | 말씀의 향기                                                                                |
| 10:05 (일부지역 표준FM 평일,토요일 14:05) (전국 표준FM(대전은 1부만 제외) 주일 14:05) (전국 표준FM 00:05 (재방송)) | 김은영의 축복송 일부지역 CBS 표준FM 낮 2시 5분부터 4시까지 지연송출방송                    |
| 11:55 | 찬송의 향기                                                                                |
| 12:00 | 최인혁의 사랑의 노래 평화의 노래                                                           |
| 14:00 (전국 표준FM 02:00 (재방송))                                                                                 | 찬양하라 내 영혼아                                                                         |
| 16:00 | 정민아의 Amazing grace (재방송)                                                            |
| 18:00 (경남CBS 표준FM 월~토 (익일 화~일) 02:00)                                                                    | 당신을 향한 노래 (월~토 (익일 화~일))경남CBS 표준FM 새벽 2시부터 3시 55분까지 지연송출방송 |
| 20:00 | 이명희의 내가 매일 기쁘게 (재방송)                                                         |
| 22:00 | CCM 캠프 1부 (CBS 표준FM 동시방송)                                                         |
| 평일 23:00 | 5분 메시지                                                                                 |
| 평일 23:05 (주말 23:00)                                                                                            | CCM 캠프 2부 (CBS 표준FM 동시방송)                                                         |

## 같이 보기
- CBS기독교방송
- CBS 표준FM
- CBS 음악FM
- 한국기독교교회협의회
- CBS 소년소녀 합창단